# Estoloides prolongata
Estoloides prolongata là một loài bọ cánh cứng trong họ Cerambycidae.